# Cornelia Wächter
Cornelia Wächter ist eine deutsche Anglistin.

## Leben
Sie erwarb 2006 den Bachelor of Arts in Anglistik und Amerikanistik, Pädagogik an der Universität Bielefeld, 2009 den Master of Arts in Anglistik und Amerikanistik in Bielefeld und 2013 das Doktorat der Philosophie an der Universität Paderborn. Seit 2021 ist sie Professorin für Großbritannienstudien in Dresden.

## Schriften (Auswahl)
- Place-ing the prison officer. The 'Warder' in the British literary and cultural imagination. Amsterdam 2014, ISBN 978-90-420-3934-6.
- mit Christoph Ehland: Middlebrow and gender 1890–1945. Leiden 2016, ISBN 978-90-04-31337-8.
- mit Robert Wirth: Complicity and the politics of representation. London 2019, ISBN 978-1-78661-119-2.
- mit Elisabeth Punzi und Christoph Singer: Negotiating institutional heritage and wellbeing. Leiden 2022, ISBN 978-90-04-46889-4.